# Kaʻula

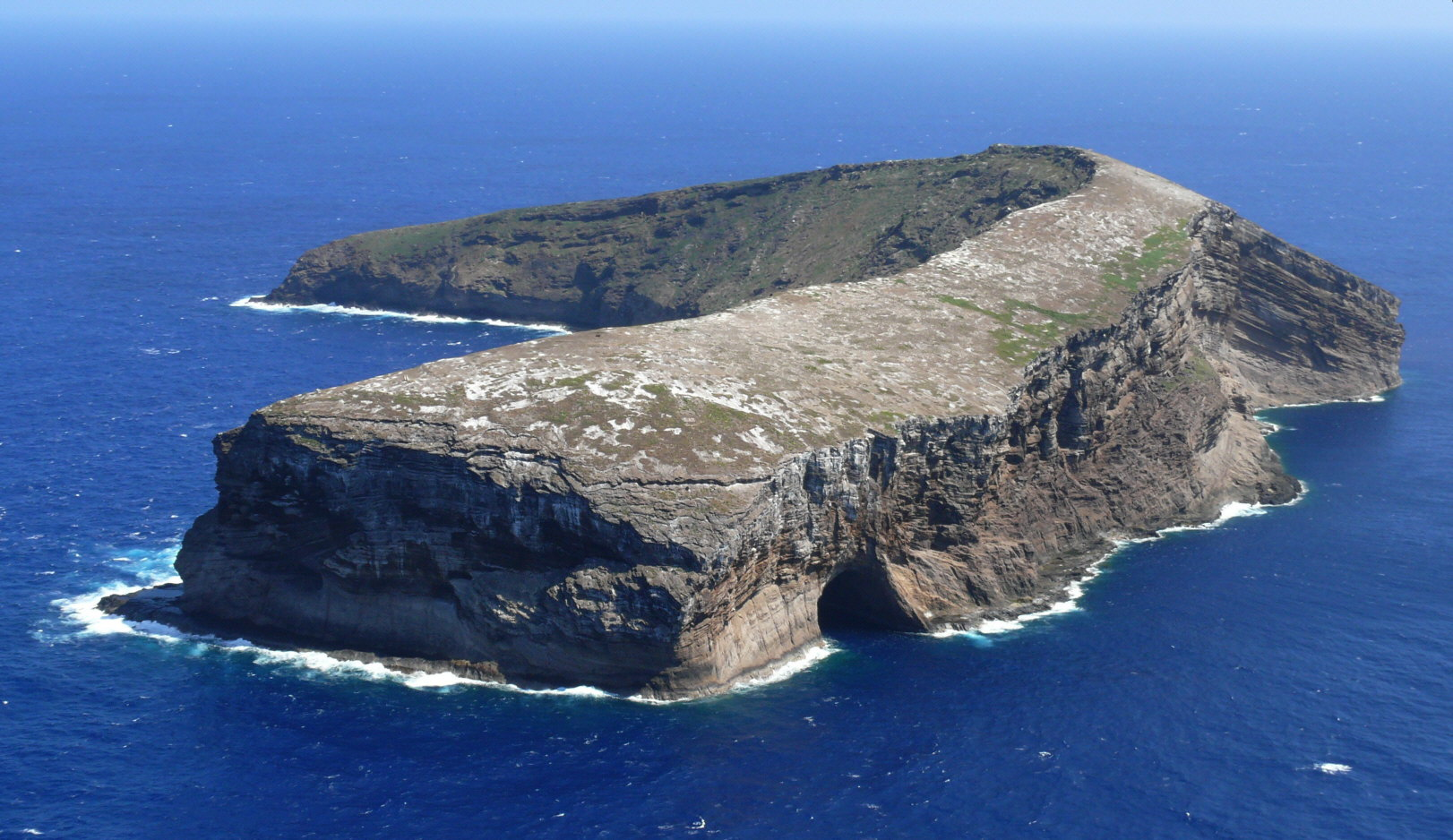
Kaʻula sedd från norr

Kaʻula är en av ögruppen Hawaiis minsta öar. Kaula ligger ungefär åtta mil utanför ön Niihau. Denna ö är obebodd och ligger längst bort från USA:s fastland av Hawaii's öar.